# Muddapur, Basavana Bagevadi
Muddapur là một làng thuộc tehsil Basavana Bagevadi, huyện Bijapur, bang Karnataka, Ấn Độ.